# Cranachstraße 42 (Weimar)

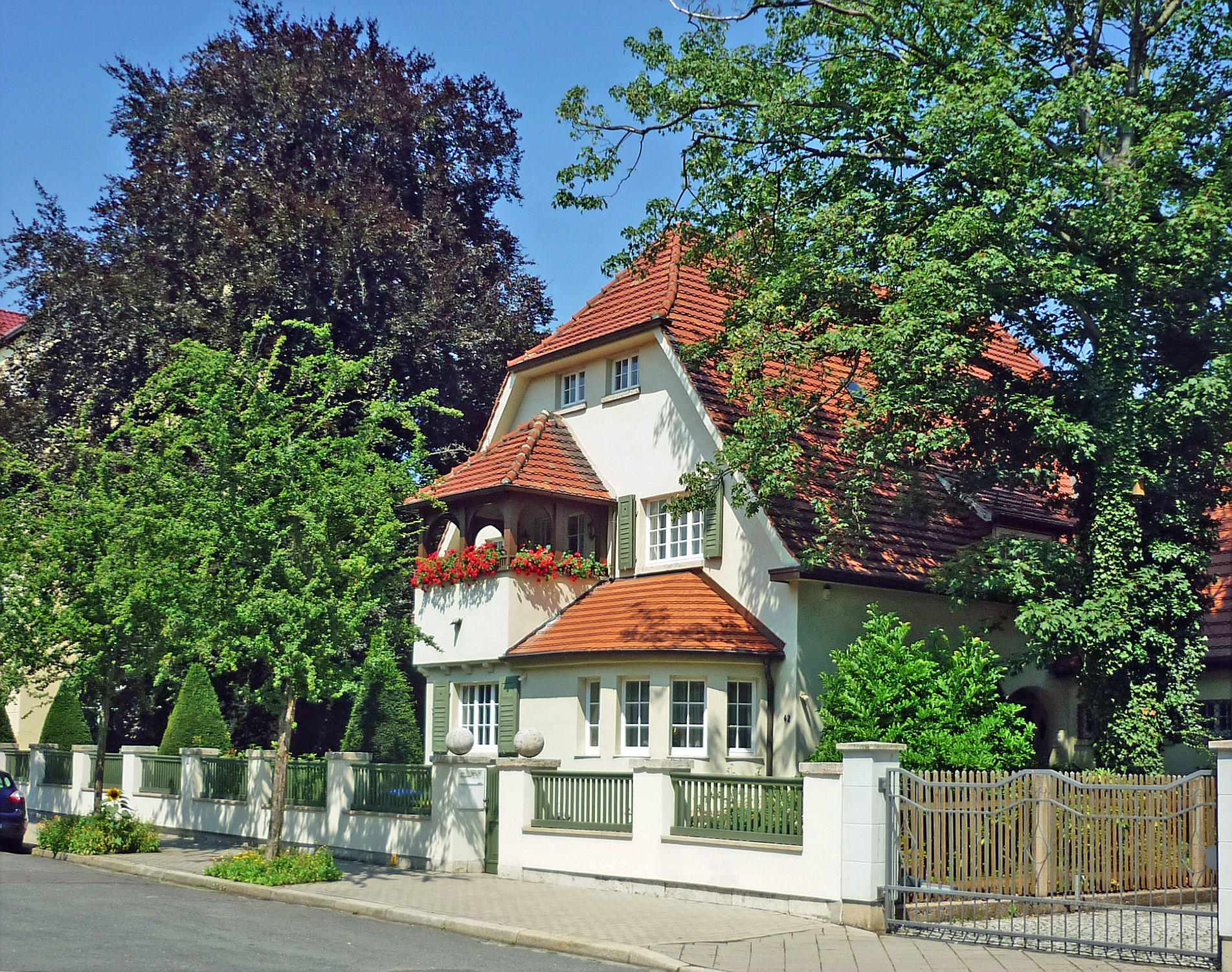
Cranachstraße 42

Das Haus Cranachstraße in der Westvorstadt von Weimar ist eine denkmalgeschützte Villa mit Grundstück.

## Geschichte
Der Erfurter Schuhfabrikant Georg Ludwig Ducké, der sehr kunstsinnig war, ließ sie nach dem Entwurf von Alfred Crienitz 1912/13 im Landhausstil errichten. Der Architekt berücksichtigte dabei die topographischen Gegebenheiten wie z. B. eine Streuobstwiese und wusste diese zu nutzen. Der verputzte Ziegelbau ist vollständig unterkellert. Er ist mehrteilig gegliedert mit Vorbauten und mit Schopfwalmdächern. Am detailreichsten zeigt sich der Bau von der Straßenseite her, von der er um die Breite des Vorgartens zurückgesetzt ist. Dem Charakter eines Landhauses entsprechen die Materialqualitäten wie glatt verputzte Wandflächen und Klappläden bzw. Sprossenfenster und sichtbares Holztragewerk für die Überdachung des Austritts.
Die Ausstattung des Hausinneren verrät, dass der Bauherr sehr wohlhabend gewesen war. Fragile Figuren aus der griechischen Mythologie, hellenische Tänzer und Musikanten, figürliche Stuckreliefs in einer Fensternische, fein ziselierte Stuckelemente über dem Sturz der Fensternische im Treppenhaus, Erker und Einbauschrank und hölzerne Kassettendecke. Der Reichtum an Ausstattung ließ 1996 Baufachleute staunen, als die Villa grundlegend renoviert wurde. „Der hat an nichts gespart und beste Qualität verwenden lassen.“ Nach dem Zweiten Weltkrieg musste die Familie Ducké das Gebäude dem sowjetischen Stadtkommandanten überlassen. Das Gebäude wurde 1995 verkauft. Im Innern des Wintergartens befindet sich ein Wandbrunnen.

## Varia
Die Villa für seinen Bruder Wilhelm Ducké in der Espachstraße 2 in Erfurt, die ebenfalls von Alfred Crienitz entworfen wurde, wurde ebenfalls im Landhausstil erbaut.